# Hardt (Rottweili járás)
Hardt település Németországban, azon belül Baden-Württembergben. Lakosainak száma 2545 fő (2023. december 31.). Hardt Eschbronn, Schramberg és Königsfeld im Schwarzwald községekkel határos.

## Népesség
A település népessége az elmúlt években az alábbi módon változott:
| Lakosok száma | 1425 | 1741 | 1980 | 2143 | 2273 | 2419 | 2497 | 2657 | 2525 | 2545 |
|               | 1961 | 1967 | 1974 | 1980 | 1987 | 1993 | 2000 | 2006 | 2013 | 2023 |

 Államilag elismert üdülőhely.